# Mahunka Sándor
Mahunka Sándor (Budapest, 1937. október 17. – Budapest, 2012. december 24.) Széchenyi-díjas magyar zoológus, entomológus, akarológus (atkakutató), a Magyar Tudományos Akadémia rendes tagja. A talajzoológia és az atkák rendszertanának neves kutatója. 1985 és 2004 között a Magyar Természettudományi Múzeum főigazgató-helyettese.

## Életpályája
1956-ban kezdte meg egyetemi tanulmányait az Eötvös Loránd Tudományegyetem Természettudományi Karán, ahol 1961-ben szerzett biológusi és zoológusi diplomát. Diplomájának megszerzése után az Országos Közegészségügyi Intézet vízbiológusa volt, majd 1963-ban lett a Magyar Természettudományi Múzeum munkatársa. A múzeumnak később tudományos kutatója és az Állattár igazgatója lett. 1985-ben kinevezték a múzeum főigazgató-helyettesévé, mely tisztségét majd két évtizeden keresztül, 2004-ig töltötte be. Ugyanekkor címzetes igazgató lett. Az intézményben végzett tudományos kutatásai során talajzoológiával, az atkák taxonómiájával, ökológiájával és állatföldrajzával, illetve a trópusi területek talajfaunájával foglalkozott. 1998-ban kezdte meg munkáját az MTA Zootaxonómiai Kutatócsoportjában, emellett a kutatócsoporttal szorosan együttműködő Eötvös Loránd Tudományegyetem állatrendszertani és ökológiai tanszék meghívott oktatója is lett.
1974-ben védte meg a biológiai tudományok kandidátusi, 1981-ben akadémiai doktori értekezését. 1975-ben lett az MTA Zoológiai Bizottságának tagja, majd 1993-ban elnöke. 1994 és 1998 között az MTA közgyűlési képviselője volt. Utóbbi évben megválasztották a Magyar Tudományos Akadémia levelező, 2004-ben rendes tagjává. Korábban már dolgozott a Tudományos Minősítő Bizottságban, illetve 1995-től a Doktori Tanácsban póttagként. Ezenkívül az MTA Természetvédelmi és Konzervációbiológiai Bizottságának is tagja lett. 1955-ben belépett a Magyar Rovartani Társaságba, 1975 és 2005 között a Társaság lapjának, a Folia Entomologica Hungarica szerkesztője volt. Ezenkívül a Magyar Biológiai Társaság állattani szakosztályának titkára, majd elnöke lett. 1993-ban a genfi Société de Physique et d’Histoire Naturelle is felvette tagjai közé.
Számos külföldi tudományos expedíció vezetője, szakértője, illetve résztvevője volt (Dél-Amerika, Ázsia és Afrika egyes vidékein). Több hazai nemzeti park és természetvédelmi terület zoológiai kutatásait irányította és szervezte. A Magyar Nemzeti Parkok Élővilága című sorozat zoológiai köteteinek szerkesztője, a Magyarország Állatvilága című kiadványsorozat főszerkesztője, az Acta Zoologica Hungarica és az amerikai International Journal of Acarology című szakfolyóiratok szerkesztője, szerkesztőbizottságának tagja volt.

## Munkássága
Fő kutatási területe a talajzoológia, az akták rendszertana, ökológiája és állatföldrajza, de foglalkozik általános állatgenetikai és -földrajzi kérdésekkel is.
Tanulmányozta a dél-amerikai, kelet-afrikai és délkelet-ázsiai expedíciói során a trópusi, illetve circumtropikus területeken gyűjtött talajfaunát. Nevéhez fűződik a magyarországi nemzeti parkok és a természetvédelmi területek zoológiai kutatásának megszervezése és irányítása.
Több mint ötszáztíz tudományos publikáció szerzője.

## Díjai, elismerései
- Frivaldszky Imre-emlékplakett (1987, arany fokozat)
- Pro Natura emlékérem (1990)
- Herman Ottó-díj (1991)
- Akadémiai Díj (1996)
- Magyar Köztársasági Érdemrend kiskeresztje (1996)
- Széchenyi-díj (2004, megosztva Papp Lászlóval)

## Főbb publikációi
- Tetűatkák – Tarsonemina (1972)
- Páncélosatkák – Oribatida (társszerző, 1977)
- Primitive Oribatids of the Palaerarcitc Region (1983)
- The Oribatid Species Described by Berlese (1994)
- A Catalogue of the Hungarian Oribatid Mites (2004)